# Acadêmicos do União
Sociedade Cultural Beneficente Acadêmicos do União é uma escola de samba de Santa Cruz do Sul, Rio Grande do Sul.
A escola é uma das mais antigas entidades carnavalescas do estado e com 26 títulos do carnaval santacruzense.

## Segmentos

### Presidentes
| Nome         | Mandato | Ref.  |
| ------------ | ------- | ----- |
| Adão Pedroso | ? - ?   | [ 2 ] |

### Presidentes de honra
| Nome       | Mandato | Ref. |
| ---------- | ------- | ---- |
| Tio Carlos | ? - ?   |      |

### Diretores
| Ano  | Diretor de Carnaval | Diretor de harmonia | Mestre de bateria   | Ref.  |
| ---- | ------------------- | ------------------- | ------------------- | ----- |
| 2016 |                     |                     | Leonardo Schwengber | [ 2 ] |
| 2017 |                     |                     |                     |       |

## Carnavais
| Ano  | Colocação   | Grupo | Enredo                                                                                    | Carnavalesco        | Intérprete | Ref.                 |
| ---- | ----------- | ----- | ----------------------------------------------------------------------------------------- | ------------------- | ---------- | -------------------- |
| 2006 |             |       | O vôo sobre a mitologia.                                                                  |                     |            | [ 4 ]                |
| 2007 | Campeã      | B     |                                                                                           |                     |            | [ 5 ] [ 2 ]          |
| 2008 | 3º lugar    | A     |                                                                                           |                     |            | [ 6 ]                |
| 2009 | *           | A     | Será Que Vai Dar Praia?                                                                   |                     |            | [ 7 ]                |
| 2010 | Vice-campeã | A     | A Maravilha do Criador.                                                                   |                     |            | [ 8 ] [ 9 ]          |
| 2011 |             | A     | Da vergonha aos dias de glória, no União o samba é a voz que não se cala.                 |                     |            | [ 10 ]               |
| 2012 | 3º lugar    | A     | Um sonho de liberdade                                                                     |                     |            | [ 11 ] [ 12 ]        |
| 2013 | Vice-campeã | A     | Futebol e Carnaval, uma Paixão Nacional: 100 Anos de Glórias do Futebol Clube Santa Cruz. |                     |            | [ 13 ] [ 14 ]        |
| 2014 | 3º lugar    | Único | Nas asas da folia, o desejo vira fantasia                                                 |                     |            | [ 15 ] [ 16 ]        |
| 2015 | 3º lugar    | Único | Favela, um salve à periferia                                                              |                     |            | [ 17 ] [ 18 ] [ 19 ] |
| 2016 | Campeã      | Único | Os Chicos do Brasil                                                                       | Leonardo Schwengber |            | [ 2 ] [ 3 ] [ 20 ]   |